# Площа Джона Леннона (Ізюм)

Мурал Джона Леннона

Площа Джона Леннона — центральна площа міста Ізюм. Поруч з площею розташований Центральний міський парк. 

## Історія
До 2016 року носила назву "площа Радянська". 2016 року у рамках декомунізації площу перейменували на честь британського музиканта, члена групи "The Beatles"  Джона Леннона.